# Mnichovo Hradiště
Mnichovo Hradiště (deutsch Münchengrätz) ist eine Stadt mit 8500 Einwohnern im Okres Mladá Boleslav in Tschechien.
Zur Stadt gehören die 12 Ortsteile Mnichovo Hradiště, Veselá, Hněvousice, Hoškovice, Dneboh, Olšina, Lhotce, Dobrá Voda, Podolí, Hradec, Kruhy und Sychrov.

## Geographie

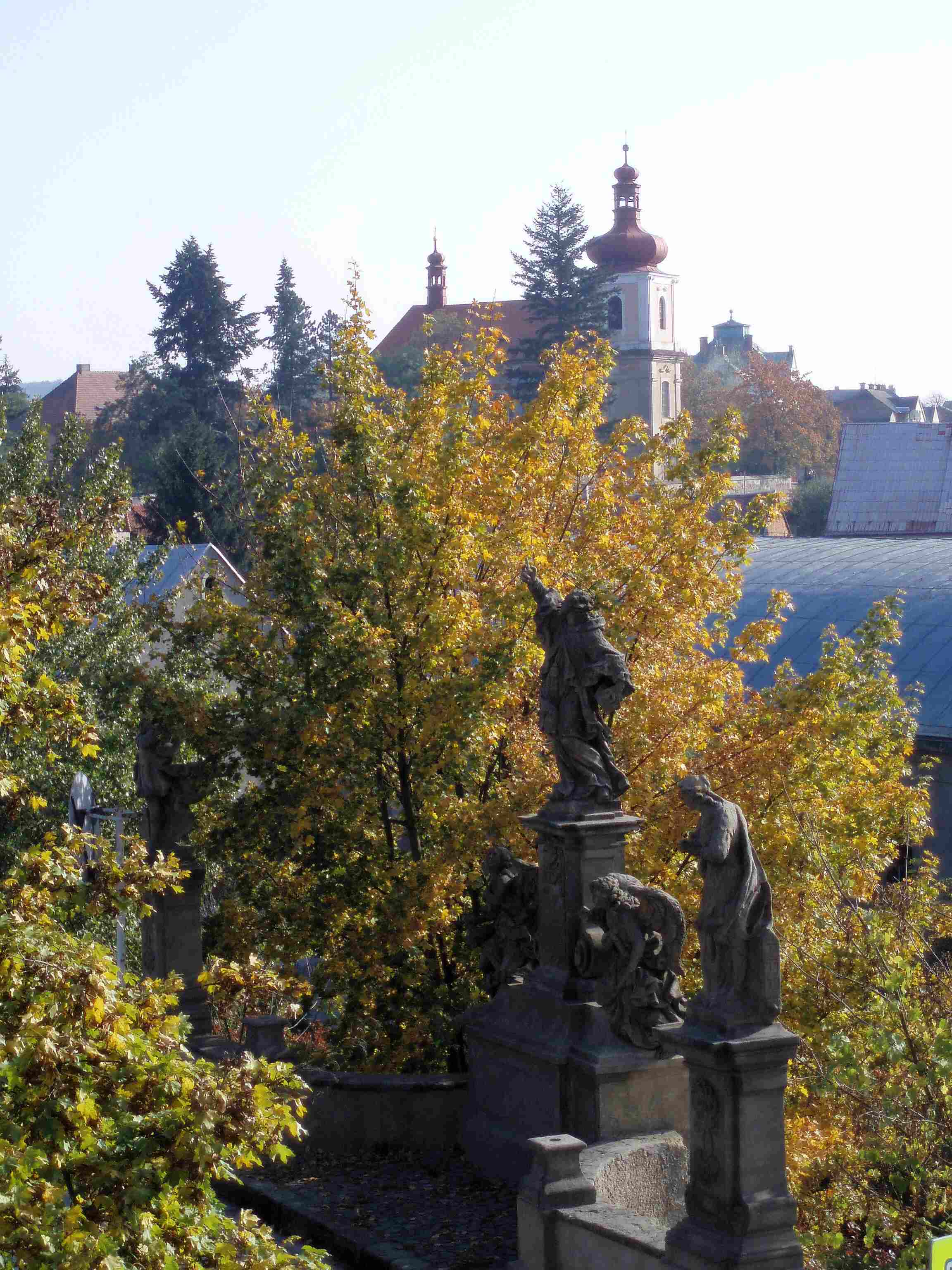
Blick auf die Stadt

Mnichovo Hradiště liegt 17 Kilometer von Mladá Boleslav entfernt am westlichen Rand des Naturschutzgebietes Český ráj (Böhmisches Paradies). Im Westen fließt die Jizera (Iser) am Ort vorbei. Die Stadt hat Anschluss an die Schnellstraße R 10 von Prag nach Turnov.

## Geschichte

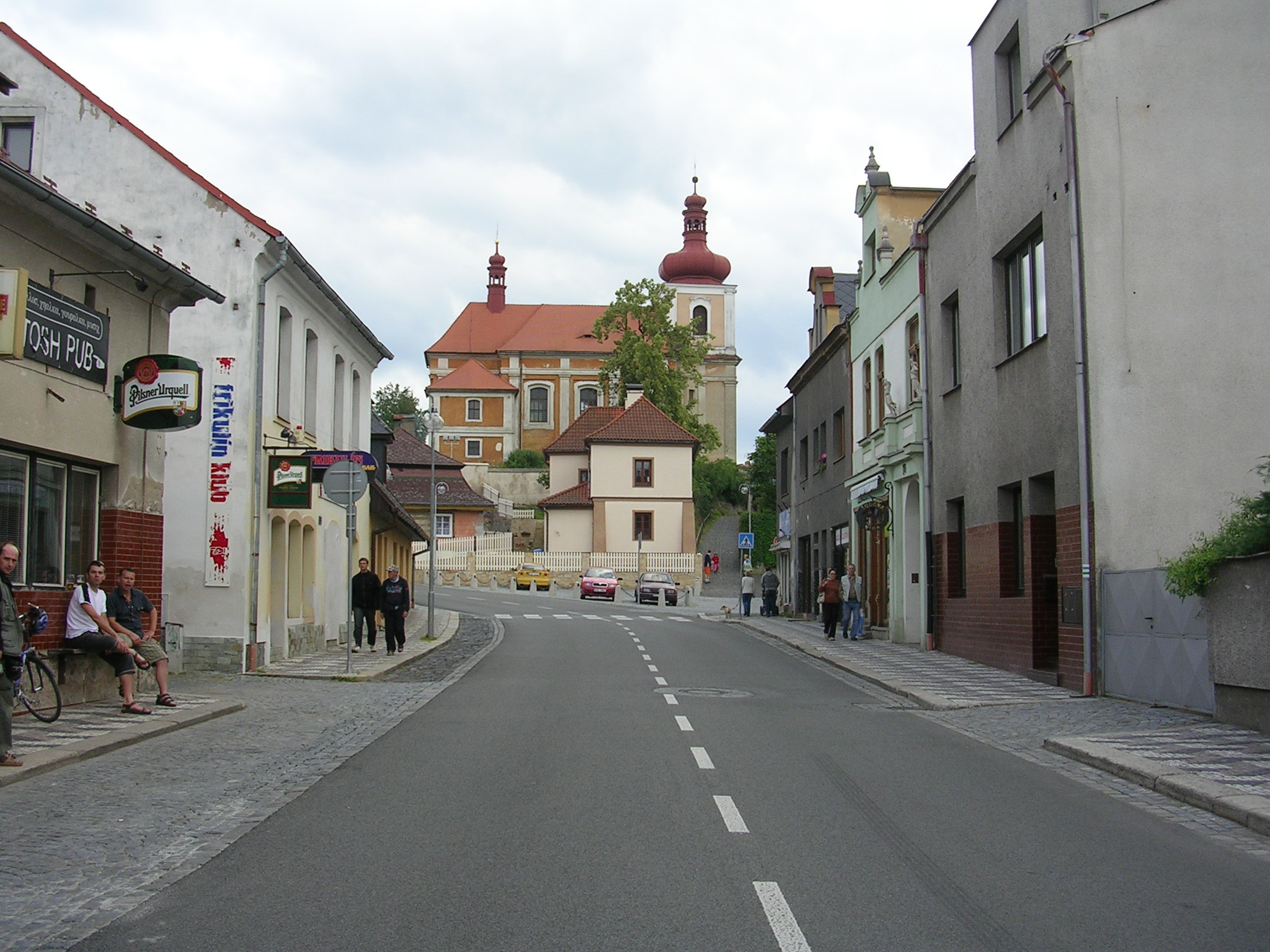
Straßenzug in Stadtmitte mit der Jakobskirche

Das Städtchen entstand in der Mitte des 13. Jahrhunderts als unbefestigter Marktflecken an der Stelle einer älteren Siedlung. Es gehörte zur Herrschaft des Klosters Hradiště im benachbarten Klášter Hradiště nad Jizerou und wurde 1279 erstmals erwähnt. Das Kloster wurde im Frühjahr 1420 von den Orebiten zerstört und nie wieder aufgebaut. Die Besitzungen gingen an den katholischen Adligen Johann von Wartemberg über. Um 1440 gelangte der Hussitenführer Jan Čapek ze Sán in den Besitz der Stadt und der umliegenden Güter mit den Einnahmen aus erbuntertänigen Ortschaften. Nachfolgend wurde Mnichovo Hradiště mehrmals verpfändet. Die Böhmische Kammer verkaufte die Herrschaft 1556 an die Adligen Jiří von Labouň und Jindřich Žibřid. Die Nachkommen Žibřids veräußerten Stadt und Herrschaft 1582 an Christoph Budovec z Budova, dessen Sohn Václav Budovec z Budova im Ort einen Herrensitz erbauen ließ. Er wurde als einer der Anführer des Ständeaufstands in Böhmen (1618) nach der Schlacht am Weißen Berg am 21. Juni 1621 am Altstädter Ring in Prag hingerichtet.
1623 erwarb der kaiserliche Feldherr Albrecht von Waldstein (besser bekannt als Wallenstein) den durch die Böhmische Kammer konfiszierten Besitz. Er wurde dem von ihm gegründeten Herzogtum Friedland einverleibt. 1627 verkaufte Wallenstein den Münchengrätzer Gutsbesitz an seinen Vetter Maximilian von Waldstein, weshalb nach Wallensteins Ermordung 1634 zwar Stadt und Herrschaft Mnichovo Hradiště mitsamt dem gesamten Herzogtum vorübergehend erneut konfisziert wurden, aber dennoch bis 1945 im Besitz der Grafen von Waldstein verblieben. Im 17. Jahrhundert wurde das Schloss großzügig umgebaut. Wallenstein selbst wurde 1782 in die Schlosskapelle umgebettet.
Im Jahr 1833 kam es zur Konferenz von Münchengrätz, in der Preußen, Russland und Österreich sich auf eine gemeinsame Politik gegenüber dem Osmanischen Reich verständigten. Im Deutschen Krieg wurde am 28. Juni 1866 zwischen dem österreichischen Korps Clam-Gallas und dem preußischen 4. Korps der Ersten Armee und der Avantgarde der Elb-Husarenarmee die Schlacht bei Münchengrätz ausgetragen, in der die Preußen und ihre Verbündeten siegten.
Die Stadt hatte bis mindestens in die Mitte des 19. Jahrhunderts ein jüdisches Ghetto, Schauplatz der meisten Erzählungen Leopold Komperts, der dort auch geboren wurde. Es lag in der langen Judengasse, die sich vom Hauptplatz bis zum Fluss hinzog.

## Sehenswürdigkeiten

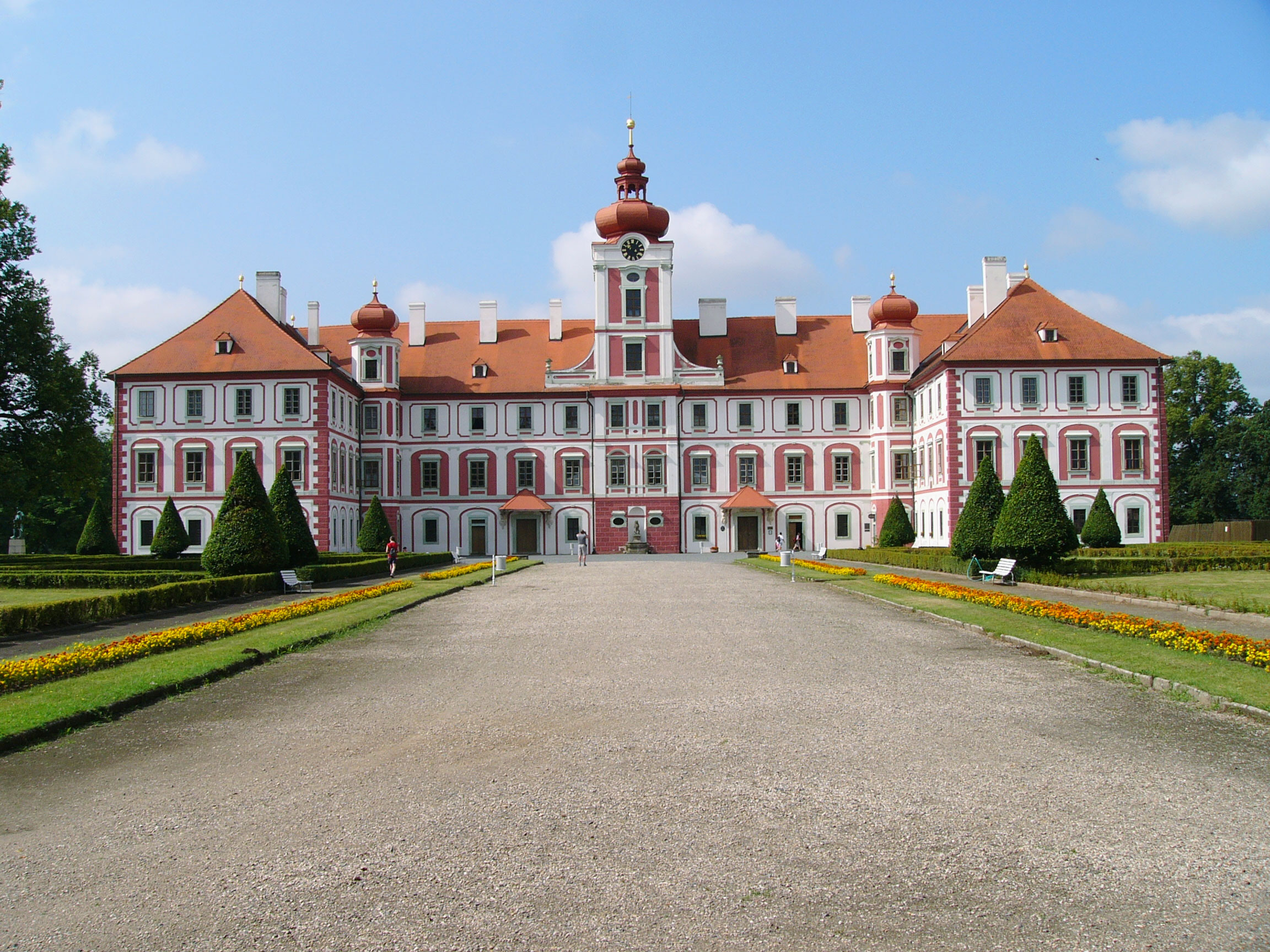
Schloss Mnichovo Hradiště

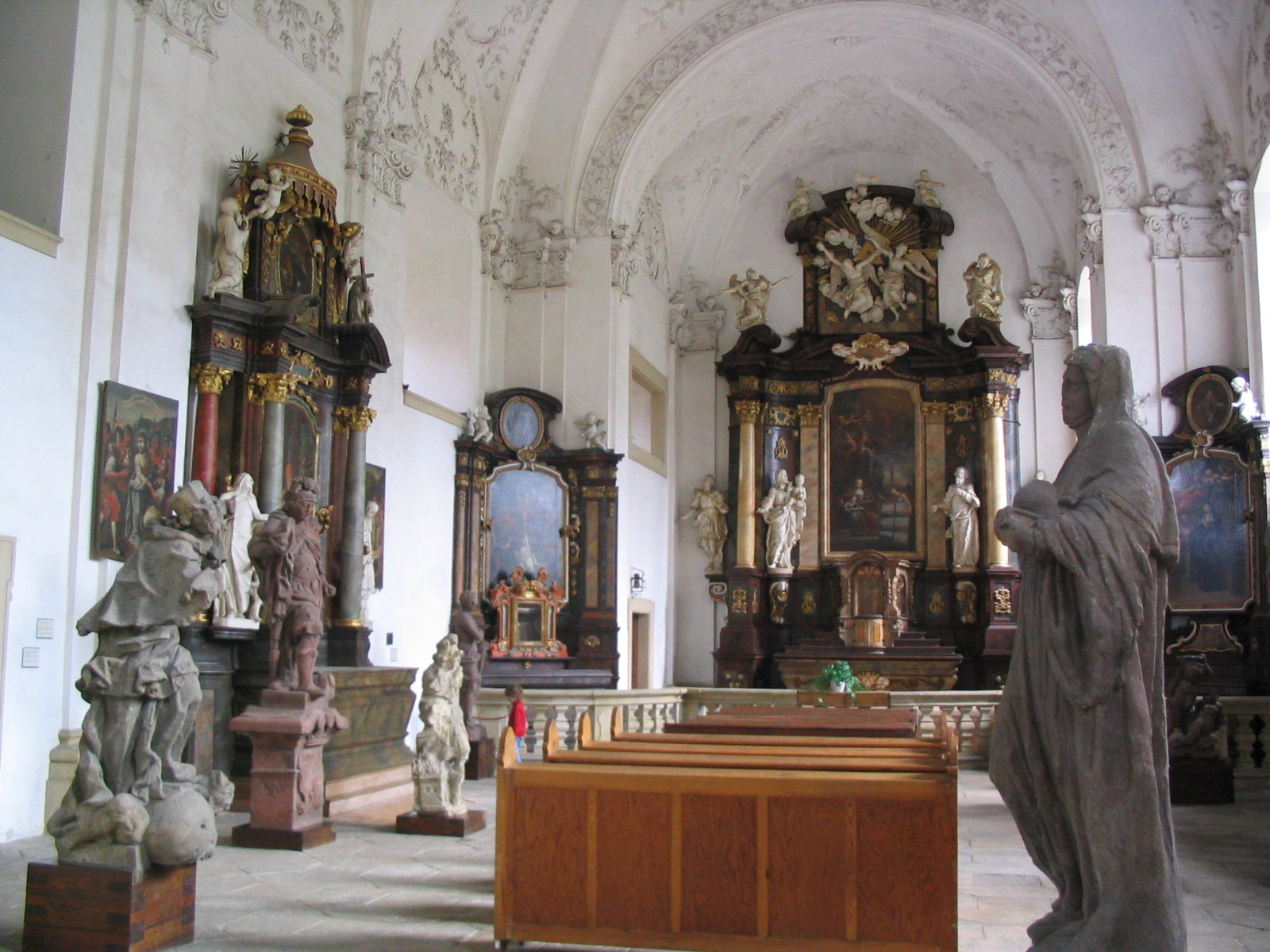
Grablege von Wallenstein

- Schloss Mnichovo Hradiště im Stil des Hoch-Barock mit angeschlossenem Kapuziner-Konvent. In der St.-Anna-Kapelle des befinden sich seit 1782 die sterblichen Überreste des Feldherrn und Herzogs Albrecht von Wallenstein, die nach der Auflösung der Kartause Valdice dorthin überführt wurden. Wallensteins Grabmal trägt die Inschrift: „Quid lucidius sole? Et hic deficiet“ (Was leuchtet heller als die Sonne? Und auch sie geht unter oder: weicht der Finsternis).
- Landschaftsschutzgebiet Český ráj. Nahe der Stadt liegen die Felsenburg Drábské světničky und die Ruine der Felsenburg Valečov

## Demographie
| Jahr | Einwohner | Anmerkungen                                        |
| ---- | --------- | -------------------------------------------------- |
| 1830 | 2883      | in 345 Häusern, darunter 15 israelitische Familien |
| 1857 | 3442      | am 31. Oktober                                     |
| 1900 | 3078      | tschechische Einwohner                             |

| Jahr      | 1970  | 1980  | 1991  | 2001  | 2003  |
| --------- | ----- | ----- | ----- | ----- | ----- |
| Einwohner | 6 920 | 8 009 | 8 435 | 8 393 | 8 368 |

## Persönlichkeiten
- Franz von Koller (1767–1826), Generaladjutant des Feldmarschalls Schwarzenberg
- Emanuel Arnold (1800–1869), Politiker
- Leopold Kompert (1822–1886), Schriftsteller
- Karl (Freiherr von) Banhans (1861–1942), österreichischer Politiker und Eisenbahnfachmann
- Jan Šverma (1901–1944), Politiker

## Partnerschaften
- Erzhausen, Hessen, Deutschland
- Figline e Incisa Valdarno, Italien